# 岐阜県立中濃西高等学校
岐阜県立中濃西高等学校（ぎふけんりつちゅうのうにしこうとうがっこう）は、かつて岐阜県関市にあった公立の高等学校。

## 概要
2004年（平成16年）に岐阜県立中濃高等学校と統合し、岐阜県立関有知高等学校の新設により廃校。校舎は関有知高等学校中濃西校舎となり、2006年（平成18年）に完全統合により関有知高等学校の校舎となっている。

## 沿革
- 1973年（昭和48年）
  - 7月 - 美濃学区に新たに県立高等学校を設置することが決まる。
  - 11月14日 - 関市立関商工高等学校桜本町校舎[注釈 1]を仮校舎とすることが決まる。
  - 12月18日 - 校名が岐阜県立中濃西高等学校に決まる。
- 1974年（昭和49年）4月8日 - 開校式を行う。
- 1975年（昭和50年）12月25日 - 関市下有知松ヶ洞に校地が決まる。
- 1977年（昭和52年）
  - 3月5日 - 新校地に校舎（一期工事）が完成。
  - 4月1日 - 移転。
- 1978年（昭和53年）3月25日 - 校舎（二期工事）、体育館が完成。
- 1982年（昭和57年）3月16日 - 格技場が完成。
- 1984年（昭和59年）3月24日 - 第2校舎が完成。
- 1988年（昭和63年）12月27日 - プールが完成。
- 2004年（平成16年）4月1日 - 岐阜県立中濃高等学校と統合し、岐阜県立関有知高等学校の新設により廃校。関有知高等学校中濃西校舎となる。
- 2006年（平成18年）4月 - 関有知高等学校の校舎となる。